# L’Osteria

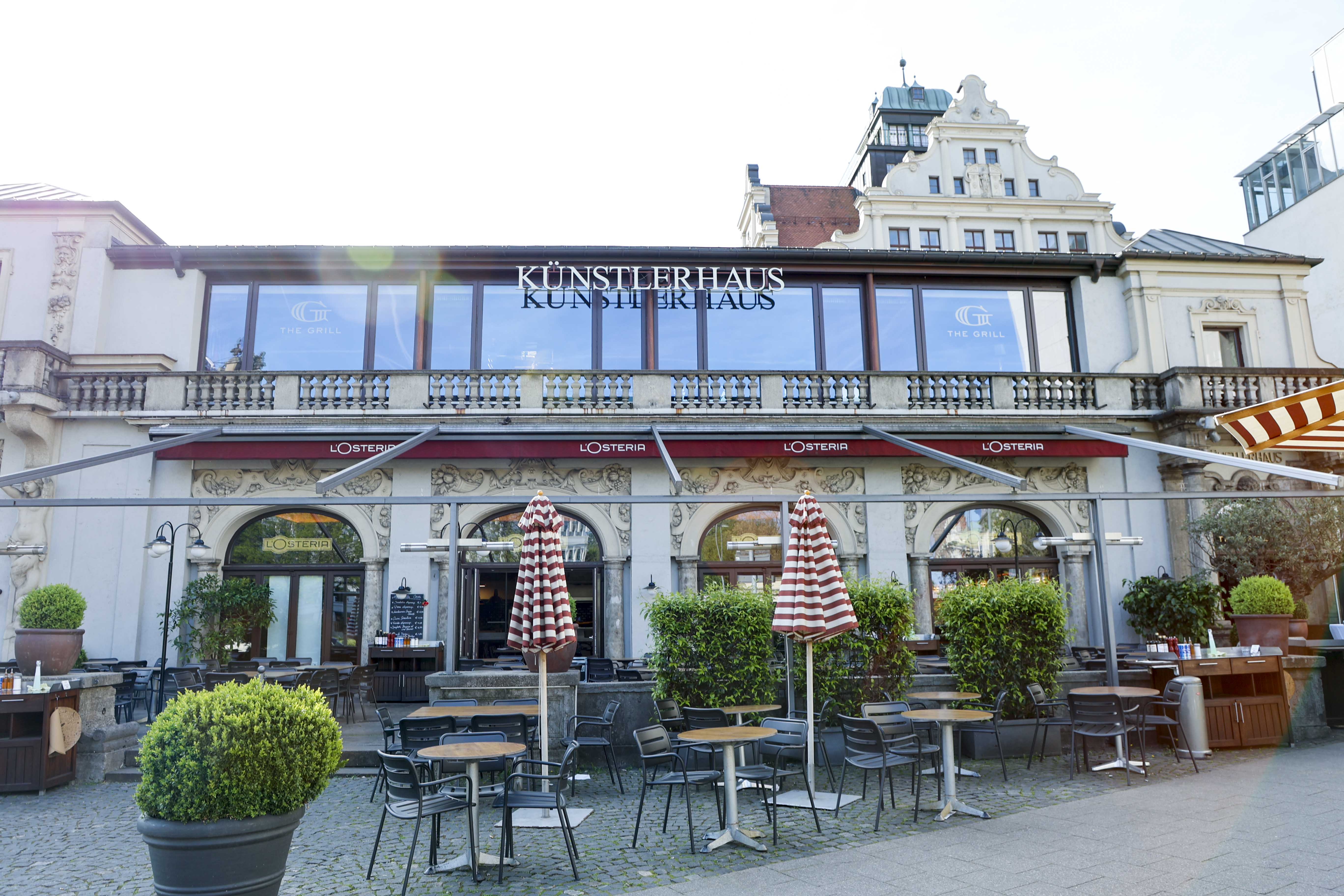
Standort in München (Künstlerhaus am Lenbachplatz)

L’Osteria ist eine im Jahr 1999 gegründete deutsche Systemgastronomie-Kette, die italienische Küche anbietet. Filialen gibt es in neun Ländern Europas (Stand: 2024).
Das Unternehmen  betreibt Restaurants, setzt Tochtergesellschaften oder Joint Ventures ein und hat ein Franchise-System.

## Angebot
Kern des Angebots sind italienische Pizzen und italienische Teigwaren (Pasta) sowie Kaffeeprodukte. In Zusammenarbeit mit Partnerunternehmen werden Wein und Olivenöl angeboten.

## Geschichte
Das erste Restaurant wurde 1999 in Nürnberg von den Gründern Klaus Rader und Friedemann Findeis eröffnet, die 2002 auch zu den Gründern der Kette Vapiano gehörten. Bei der ersten Filiale handelte es sich um die Übernahme eines eingeführten gleichnamigen Restaurants in der Pirckheimerstraße, welches das Konzept übergroßer Pizzen etabliert hatte.
2009 eröffnete ein Franchisenehmer ein L’Osteria-Restaurant, 2011 eines in Linz. Die in Nürnberg angesiedelte Pastamanufaktur zählt seit 2013 zum Unternehmen. In der Schweiz wurde das erste Restaurant Ende 2015 in Biel eröffnet.
2023 übernahm die Investmentgesellschaft McWin rund zwei Drittel der Anteile von den bisherigen Eigentümern Klaus Rader und Friedemann Findeis. Nach Presseangaben wurde FR L’Osteria dabei mit rund 400 Millionen Euro bewertet.

## Organisation
Das Unternehmen hat 22 Tochtergesellschaften, vier von ihnen haben ihren Sitz im Ausland. L’Osteria-Restaurants finden sich in Deutschland, Österreich, der Schweiz, im Vereinigten Königreich, in den Niederlanden, in Tschechien, Frankreich, Luxemburg und Polen. Ende 2023 gab es in diesen Ländern mehr als 160 L’Osteria-Restaurants. Es gibt auch einen Onlineshop und eine Bestellplattform.

## Auszeichnungen
Der Deutsche Fachverlag verlieh dem Unternehmen 2012 den Hamburger Foodservice Preis. 2013 wurde es vom bayerischen Wirtschaftsministerium als eines der 50 wachstumsstärksten mittelständischen Unternehmen Bayerns ausgezeichnet. 2014 folgte der HR Excellence Award in der Kategorie „Kleine Mittelständische Unternehmen“. Die Frankfurter Allgemeine Zeitung zeichnete L'Osteria als „Beste Systemgastronomie des Jahres 2014“ aus. 2016 wurde dem Unternehmen für das in Zusammenarbeit mit der Peter Schmidt Group entstandene Corporate Design der iF Design Award in der Kategorie „Packaging“ und die Auszeichnung „Gute Gestaltung 16“ des Deutschen Design Clubs (DDC) verliehen. 2023 erhielt das Unternehmen den Franchise Award des Deutschen Franchiseverbands.